# 1801 California Street
El 1801 California Street  es un rascacielos localizado en Denver, Colorado, Estados Unidos. Tiene 216 metros de altura y fue el edificio más alto de la ciudad de Denver desde 1983 hasta 1984,  antes de ser superado por el Republic Plaza. Es la sede de la empresa estadounidense Qwest communications, por lo cual también es conocido como Qwest Tower
Fue diseñado por la firma arquitectónica de Metz, Train & Youngren y posee 52 plantas. 